# Hirtella leonotis
Hirtella leonotis är en tvåhjärtbladig växtart som beskrevs av Henri François Pittier. Hirtella leonotis ingår i släktet Hirtella och familjen Chrysobalanaceae. Inga underarter finns listade i Catalogue of Life.